# イズラエル・ダグ
イズラエル・ダグ（Israel Dagg 1988年6月6日 - ）は、ニュージーランド出身のラグビー選手。ポジションはウィング、フルバック、ファースト・ファイブ。

## 人物
1988年6月6日、ニュージーランド、マートンで生まれる。

身長188cm、体重95kg。

愛称は「Izzy」。

## キャリア
ヘイスティングスのリンディスファーン・カレッジ卒業。カレッジ在学中に16歳以下ホークス・ベイ州選抜に入り、2005年、ブライアン・ロホア（第1回ラグビーワールドカップニュージーランド代表監督）主催のラグビーキャンプに参加、2006年、ラグビーニュージーランドセカンダリースクール（日本でいう中高一貫システム）代表に選出される。同年、ホークス・ベイ州代表に選ばれ、ニュージーランド州代表選手権エアニュージーランドカップ(現ITM CUP)に出場。
2007年、19歳以下ラグビーニュージーランド代表に選出、ラグビージュニア世界選手権(2007 Under 19 Rugby World Championship)に出場、2007、2008年と2年連続でセブンスニュージーランド代表に選出される。
2008年、スーパー14（現スーパーラグビー)のハイランダーズに入る。2010年、オールブラックスに選ばれ、6月12日のアイルランド戦でデビュー。
2011年、ハイランダーズからクルセイダーズに移籍。
2018年、キヤノンイーグルスに加入。同年10月7日に行われたジャパンラグビートップリーグ第5節のコカ・コーラレッドスパークス戦にて途中出場で日本での公式戦初出場を果たす。
2019年、キヤノンイーグルスを退団した。4月4日、Instagram上の投稿で度重なる右膝のケガを理由に、現役引退を発表した。

### クリケット
ダグはクリケットのチーム、セントラル・ディストリクツ・スタッグスの17歳以下代表に選出されたほどの実力。

## リンク
- Crusaders Profile
- All Blacks ID=1620